# Михеев, Сергей Владимирович
Сергей Владимирович Михеев (род. 19 марта 1955, Арамиль, Свердловская область, РСФСР, СССР) — советский и российский педагог, политический деятель, депутат Государственной Думы ФС РФ первого созыва (1993—1995), государственный советник Российской Федерации 1 класса, действительный государственный советник Российской Федерации 3 класса.

## Биография
В 1981 году получил высшее образование по специальности «историк» в Уральском государственном университете им. А. М. Горького.
С 1981 по 1993 год работал в средней школе № 7 города Сухой Лог Свердловской области преподавателем истории, директором школы.
В 1993 году избран депутатом Государственной думы Федерального Собрания Российской Федерации первого созыва от Каменск-Уральского одномандатного избирательного округа № 162. В Государственной думе был членом комитета по образованию, культуре и науке, входил в депутатскую группу «Новая региональная политика».
С 1995 год работал в Организационном управлении Аппарата Государственной Думы Федерального Собрания РФ консультантом, советником,  отдела обеспечения взаимодействия с законодательными органами и комитетами Госдумы. В 1999 году С. В. Михееву указом президента РФ присвоен квалификационный разряд государственного советника Российской Федерации 3 класса.
С 2000 года по 2015 г.г. — государственный советник Российской Федерации 1 класса, действительный советник Российско Федерации 3 класса.
С 2013 по 2015 годы работал исполняющим обязанности начальника отдела, начальником отдела в управлении Аппарата Государственной думы ФС РФ.
С 2015 года советник Председателя Государственного Собрания (Ил Тумен) Республики Саха (Якутия).
Награжден медалью «1000-летия Казани». Награждён медалями и знаками 43 субъектов РФ

### Семья
Жена Михеева Татьяна Владимировна, учитель русского языка и литературы. Имеет трех детей. Восемь внуков

## Законотворческая деятельность
За время исполнения полномочий депутата Государственной думы I созыва выступил соавтором законопроекта «О выплате пенсии за выслугу лет работникам образования, занятым педагогической деятельностью в школах и других учреждениях образования для детей»и другие.